# 永福 (清朝宗室)
追封怡親王永福（1753年9月14日—1782年10月8日），寧良郡王弘晈第二子，母妾定氏，其父為定保住，寧郡王系第二代、怡親王。
他在乾隆十八年八月（1753年）出生，乾隆二十九年十二月（1764年）接替父親成為寧郡王第二代，但因為寧郡王並非世襲罔替的爵位，因此他的封爵只是貝勒。
乾隆四十七年九月（1782年）他去世，虛齡三十岁，諡號恭恪（恭恪貝勒），由四子綿譽襲封寧郡王系第三代，到同治三年十一月（1864年）因曾孫載敦襲怡親王，他也被追封為怡親王（怡恭恪親王）。